# Inger Eline Eriksen Fjellgren

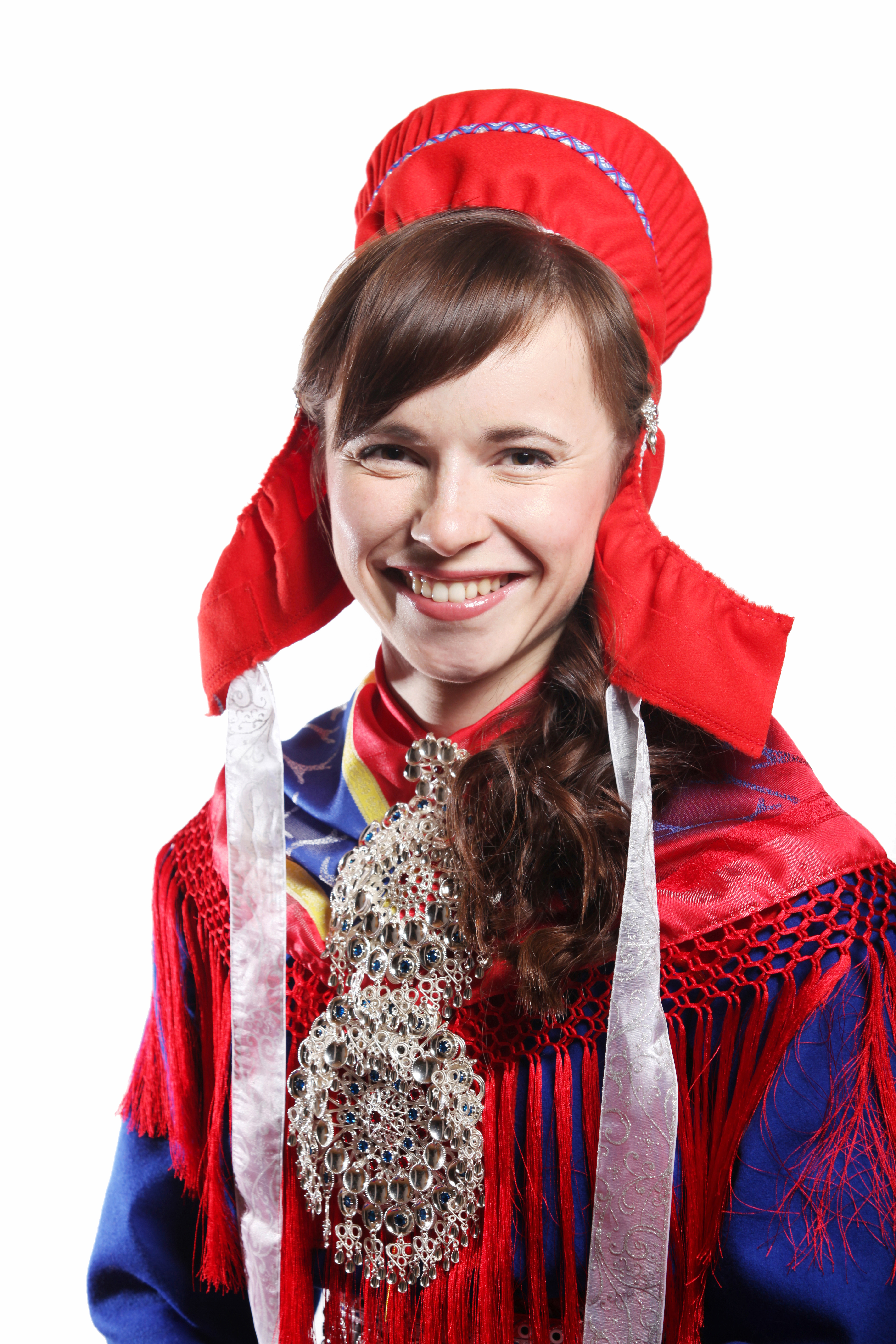
Inger Eline Eriksen Fjellgren, 2013

Inger Eline Eriksen Fjellgren (* 1987) ist eine norwegisch-samische Politikerin der samischen Partei Árja. Diese vertrat sie auch im norwegischen samischen Parlament Sameting.

## Leben
Fjellgren wuchs in Molleš, einem kleinen Bergdorf in der Kommune Karasjok, auf. In der Zeit von 2008 bis 2010 war Fjellgren Mitglied im Vorstand der Samiske studenters forening, einer Vereinigung von samischen Studenten. Sie studierte Rechtswissenschaft an der Universität Tromsø und an der Universität des Saarlandes. Anschließend begann sie als Juristin zu arbeiten.
Im Jahr 2009 trat Fjellgren erstmals für die Partei Árja zur Wahl des Sametings an. Dabei erreichte sie jedoch kein Mandat, sondern sie wurde Vararepresentantin, also Ersatzabgeordnete. Bei der Wahl 2013 zog sie für den Wahlkreis Ávjovárri ins Sameting ein. Im Jahr 2016 wurde sie dabei unter Sametingspräsidentin Vibeke Larsen Mitglied im Sametingsrådet, der Präsidentschaft des Sametings. Sie war dabei das jüngste Parlamentsmitglied, das Teil dieses Gremiums wurde. Im Jahr 2017 zog Fjellgren als Spitzenkandidatin und einziges Árja-Mitglied erneut in das Sameting ein. Sie wurde Mitglied im Wirtschafts- und Kulturausschuss. Im Juni 2021 schied sie aus dem Sameting aus, nachdem sie Kommunedirektør der Kommune Tana wurde.
Fjellgrens Muttersprache ist Nordsamisch, als weitere Sprachen spricht sie norwegisch, englisch und deutsch.